# Park Narodowy Aparados da Serra
Park Narodowy Aparados da Serra (port. Parque Nacional de Aparados da Serra) – park narodowy w górach Serra Geral w stanie Rio Grande do Sul na południu Brazylii. Liczy 102,5 km² powierzchni.
Na terenie parku znajduje się Cânion do Itaimbezinho – pionowe skarpy o wysokości 600–720 m otaczające wąski wąwóz. Przez park prowadzą trzy piesze trasy: Trilha do Vértice, Trilha Cotovelo oraz Trilha do Rio do Boi. Ukształtowanie terenu sprawiło, że spadająca z dużej wysokości woda utworzyła dwa wodospady. W ich rejon można dotrzeć szlakiem Trilha do Vértice i Trilha Cotovelo. Z nich też będziemy mieć świetny widok na wąwóz. Trasę można jednak przemierzać tylko w porze suchej, w okresie deszczów jest zamknięta. Na terenie parku znajduje się centrum obsługi ruchu turystycznego.

## Awifauna
BirdLife International w 2008 wyznaczyło ostoję ptaków IBA Região dos Aparados da Serra tożsamą z terenem parku. Wśród „triggers species” nie znalazł się żaden krytycznie zagrożony gatunek; do zagrożonych należą: grdacz czarnoczelny (Pipile jacutinga), amazonka pąsowa (Amazona vinacea) oraz krytonosek turzycowy (Scytalopus iraiensis). Występują także gatunki narażone – amazonka czerwonouda (Amazona pretrei), krzykaczyk czarnołbisty (Piprites pileata), dzwonnik nagoszyi (Procnias nudicollis). BirdLife w „trigger species” uwzględniło 21 gatunków bliskich zagrożenia. Należą do nich między innymi kusacz samotny (Tinamus solitarius), białostrząb szarogłowy (Pseudastur polionotus), dzięcioł złotogardły (Piculus aurulentus), oliwiarek szarogłowy (Phyllomyias griseocapilla), krytonosek białogardły (Eleoscytalopus indigoticus), trzęsiogon długosterny (Cinclodes pabsti).